# Adalbert, duque de Alsacia
Adalbert, duque de Alsacia, era el hijo mayor del duque Eticho, y hermano de Santa Odilia. Fue el segundo duque de la familia de los Eticónidas y el primero en heredar el ducado de su padre. Poseía, en vida de su padre, el ducado de Sundgau, que su descendencia recibió con el título de condes.
El Sundgau es la parte meridional de Alsacia, llamada antiguamente Suentensis Pagus, o Suggentensis Pagus. Limita al norte por la Alta Alsacia, al este por el Rin que lo separa del Breisgau, al sur por Suiza y al oeste por la provincia conocida bajo el nombre de Franco Condado. Se distinguen las ciudades de Mülhausen, Ferrette, Belfort, Thann, Altkirch, Landser, Blumenberg, Mörsberg y Hüningen; pero al momento en que el duque Adalbert fue investido con este condado, comprendía todo lo que hoy llamamos Alta Alsacia o Alsacia superior, donde se encuentran las ciudades de Colmar, Kayserberg, Murbach, Ensisheim, Neu-Breisach, Rufach, Münster, Türkheim y   Rappoltsweiler.

## Biografía
Mediante diploma fechado 9 de febrero de 683, Teoderico III cede a la abadía de Ebersmünster (Monasterii Novientensis), el pueblo de Hilsenheim, y renuncia a todos los impuestos que la gente de este pueblo pagaba al fisco, estos impuestos debían ser recaudados ahora por los agentes de la abadía y ser afectados a la luminaria de la iglesia de San Mauricio. En este documento, el hijo de Eticho, Adalbert, es mencionado como conde de Alsacia: Attico Duci et Adelberto Comiti.
Tras la muerte de su padre, y en calidad de primogénito, Adalbert cambió su cargo de conde por el de duque de Alsacia. En las afueras de la ciudad de Estrasburgo, el nuevo duque levantó de sus ruinas una antigua villa de los reyes merovingios: se llamaba curtis regia, y por una traducción literal al alemán, tomó el nombre de Königshofen. Es aquí donde Adalbert fijó su residencia: Actum Stratburgo civitate, in curte regia ville, que est in suburbano civitatis novo, quam ego ex novo opere construxi.

### Abadía de Stephanskirche
Adalbert funda hacia el año 717, la abadía de Stephanskirche (Église Saint-Étienne) en Estrasburgo. 

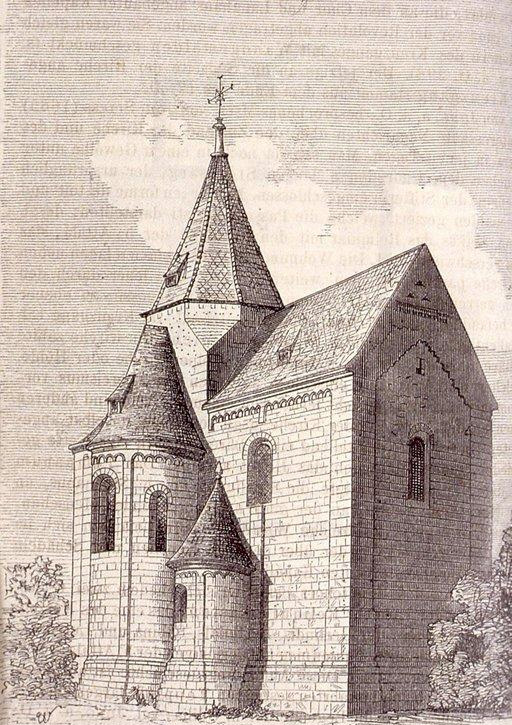
Antigua abadía de Stephanskirche en Estrasburgo

Dos cartas originales, una conservada en este monasterio, la otra en los archivos del obispado de Estrasburgo, dan los detalles de esta célebre fundación. La primera es del emperador Lotario, dada en 845. La segunda es de Werner, obispo de Estrasburgo, fechada en 1004. Ambas partes están de acuerdo en que el duque Adalbert había fundado un monasterio bajo la invocación del mártir San Esteban, fuera de la ciudad de Estrasburgo, sobre las ruinas de la antigua Argentoratum, dentro de la antigua muralla que todavía existe, entre los dos brazos del río Breusch, en un lugar deshabitado y que era parte del territorio del obispo de Estrasburgo. También se dice, que el duque donó a esta abadía las tierras que le habían correspondido como parte de la herencia de su padre, y que afectó los ingresos suficientes para el mantenimiento de treinta hermanas.
El fundador obtiene del rey Chilperico: Eundem locum per Pragmaticam regis chilperici constitutionem prœrogativa emunitatis libertate communiri impetravit, es decir, la abadía de Stephanskirche disfrutaría de una inmunidad completa, y no dependería de ningún juez público, que el Vogt elegido por la abadesa y aprobado por el rey, ejercería solo esta autoridad sobre la tierra y la propiedad de la abadía, sin embargo, con reserva de todos los derechos del obispo en cuyo territorio se encuentra.
Estos diplomas dejan ver, que a principios del siglo VIII, las ruinas de la antigua Argentoratum, destruida en el siglo V por las irrupciones de los bárbaros, todavía existían; que fue dentro de la antigua muralla, y en un lugar donde no había viviendas, que fue establecida la abadía de Stephanskirche, y que el fondo pertenecía al duque Adalbert, aunque situado en el territorio del obispado de Estrasburgo, y sujeto a la jurisdicción temporal del obispo.
Una vez que el duque Adalbert finalizó la fundación del monasterio de Stephanskirche, elige para gobernarlo a Attala su hija, que tuvo de Gerlindis, su primera esposa. Attala y sus dos hermanas Eugenia y Gundlinda, fueron formadas por su tía Santa Odilia en los ejercicios de la piedad y regularidad.
Esta famosa abadía se apoyó durante muchos siglos en la regularidad y la pureza de su origen, y las abadesas fueron todas escogidas de las principales familias nobles de Alsacia.

### Abadía de Honau
Se debe también a la piedad de Adalbert, la fundación del monasterio de Honau, en 721; trasladado en 1290, por Konrad III von Lichtenberg, obispo de Estrasburgo, a Rheinau; y por fin, en 1398, a Alt Sankt Peter (Église Saint-Pierre-le-Vieux) de Estrasburgo, con la autorización de Wilhelm II von Diest, obispo de esta ciudad.
Adalbert suministró bienes considerables a Honau. Esta famosa abadía acababa crearse sobre una tierra del fisco, en una isla situada unos diez kilómetros al norte de Estrasburgo y posteriormente tragada por las aguas del Rin. Un obispo-abad, venido de Irlanda y llamado Benedictus, había sido el fundador: es a él que en el mes de junio de 722 Adalbert concedió las tierras que poseía en la isla. Si hizo esta donación en su lecho de muerte, para redimir sus pecados o si algún accidente cortó su vida, se desconoce. Ciertamente, poco después, se había ido.

## La muerte del duque Adalbert
No se conoce otra acta escrita del duque Adalbert que su donación a favor de la abadía de Honau de junio de 722 citada por Jodocus Coccius, de ahí el interés que se le atribuye.
En primer lugar, junto con la carta del abad Benedictus nombrando su sucesor, permite precisar la fecha de la muerte de este duque de Alsacia: este evento se sitúa entre junio de 722 y junio de 723.
El terminus ante quem es proporcionado por la carta de Benedictus que a su vez es anterior al 21 de junio de 723. Se indica a Adalbert como ya fallecido en el acta de donación que hacen a Honau, el 11 de diciembre de 723, sus dos hijos, Liutfrid y Eberhard. La Vita Sanctae Otiliae hace una referencia en relación con esta muerte, sin dar fe de su exactitud debido a que el autor de este escrito ha vivido cerca de dos siglos después de los hechos que informa: Adalbert fue asesinado por un servidor del monasterio de Hohenburg.
El hagiógrafo habla aquí del hermano de Odilia sin precisar el nombre del mismo, pero en el parágrafo precedente habla del hermano de Odilia llamado Adalbertus. La identificación de este personaje muerto no ha sido puesta en duda por W. Levison en su introducción de la edición de la Vita.
El duque Adalbert fue enterrado en el coro de la iglesia de Stephanskirche, en el lado derecho. Sus dos esposas, Ingina/Gerlindis y Bathildis, tuvieron sepultura en el lado izquierdo, al igual que Liutgardis y Savina, sus dos hijas del segundo matrimonio.

## Matrimonio y descendencia
La esposa del duque Adalbert, Ingina, aparece acaudalada en Alsacia, por lo que probablemente procedía de allí. La posesión de Liutfrid en Olwisheim (Aunulfouuilare) proviene específicamente de su madre Ingina. Más tarde, mediante documento fechado el 5 de febrero de 737, Liutfridus vendió esa propiedad heredada infra marcas denominatas, hoc est in Aunulfouuilare, quicquid Ingina genitore meo pro uenditione titulus firmauit. La propia Ingina donó a la abadía de Weißenburg bienes en Frankenheim, pueblo desaparecido entre Selz y Beinheim (in pago Alisacinse in villa, quod dicitur Franchenheim).
La crónica Vita Athalae del siglo XIII da a la esposa de Adalbert el nombre de Gerlindis. Los hijos del matrimonio Adalbert-Ingina/Gerlindis fueron:
1. Liutfrid († después de 739); duque en Alsacia (722-739); ∞ I Hiltrud; ∞ II Theutila
2. Eberhard († 747 en la abadía de Murbach); conde y domesticus; ∞ Hemeletrudis
  1. Anifridus[14]
3. Maso; está relacionado con la fundación de la abadía de Masmünster. Es mencionado en un diploma adulterado en el siglo XII atribuido a Luis el Piadoso, confirmando a este monasterio (Masonis monasterium)[15] y en el Chronicon Ebersheimense,[16] redactado asimismo en el siglo XII. Dado que Maso según estas jóvenes crónicas quedó sin un heredero que lo sobreviva (habría perdido a su hijito ahogado en el río Doller), permanece la eventual certeza o exclusión de este legendario hijo de Adalbert irrelevante para la cuestión de la continuación del linaje de los Eticónidas.
4. Attala; primera abadesa de Stephanskirche (Église Saint-Étienne) en Estrasburgo. Attala se encuentra mencionada en la crónica Vita Sanctae Otiliae.[17] Como su tía Odilia, también Attala es venerada como Santa.
5. Eugenia; abadesa de Hohenburg. La existencia de Eugenia está claramente documentada: el 11 de diciembre de 723, sus hermanos Liutfrid y Eberhard donan al monasterio de Honau, con el consentimiento de la abadesa Eugenia, la parte de la isla que habían heredado de su padre.[18]
6. Gundlinda/Gerlinda;[19] abadesa de Niedermünster. Gundlinda se encuentra mencionada en la crónica Vita Sanctae Otiliae.[20]

De su segundo matrimonio, el duque Adalbert, tuvo de su esposa Bathildis:
1. Liutgardis
2. Savina